# Daan Streutker
Daan Streutker (Hardenberg, 21 juli 1999) is een Nederlandse volleyballer, gespecialiseerd als diagonaal.